# 軽井沢新聞
軽井沢新聞（かるいざわしんぶん、Karuizawa News Paper）は、日本の出版社・軽井沢新聞社が発行している無料の地方情報新聞。毎月（12月・1月は合併）発行。1988年から1997年までは『かわら版』で、4年の休刊を経て軽井沢新聞を発刊。
主に軽井沢町を中心としたコミュニケーションペーパーとして、身近な話題や知りたいニュース、街の情報などを掲載しているほか、連載も多岐にわたる。

## 歴史
1988年、軽井沢新聞社より『かわら版』（kawaraban）として創刊。軽井沢のコミュニケーションペーパーとして誕生。
1997年、『かわら版』休刊。
2002年、『軽井沢新聞』発刊。
2011年10月、100号を発刊。

## 配布エリア
長野県の軽井沢町全域の他、御代田町・北軽井沢の一部で配布、軽井沢ウェブで閲覧可能。

## 記事・連載

### 月刊化以降
（2017年10月10日・第172号）
- 連載
  - 軽井沢人物語
  - 軽井沢で出会った人々
  - Karuizawa Kids
  - NEW OPEN
  - NEXT HIT
  - マリンちゃん（四コマまんが）
- ニュースダイジェスト
- タウンスクランブル
- イベントカレンダー

### その他の連載・特集
- 連載
  - お店の履歴書
- 特集
  - 読書特集（秋掲載）

## 姉妹誌・関連誌
- 軽井沢ヴィネット
- ヴィネット・デリス
- 軽井沢地図とお店
- 軽井沢スタイルマガジン

### 関連本
- 軽井沢の別荘
- 軽井沢の法則
- 軽井沢秘境探険
- リゾート軽井沢の品格
- 文学者たちの軽井沢
- 軽井沢取材日記
- ヒストリーオブカルイザワ
- ４コママンガ　マリンちゃん